# Microgramma
Microgramma és una font de pal sec que va ser dissenyada el 1952 per Aldo Novarese i Alessandro Butti per a la foneria tipogràfica Nebiolo. Es va tornar popular per a l'ús en il·lustracions tècniques en els '60 i fou una favorita entre els dissenyadors gràfics de principis dels '70, utilitzada tant en disseny de publicitat i publicacions com en envasaments, en gran part a causa de la seua disponibilitat com a tipografia Letraset.
Aquest tipus s'utilitza quasi sempre en la seua forma bold extended. Inicialment només tenia lletres majúscules. Versions posteriors, de Linotype i URW/Nebiolo, contenen minúscules, caràcters accentuats, símbols matemàtics i lligatures llatines.

## Característiques
Microgramma basa la seua estructura en el quadrat amb vores arrodonides, una forma molt representativa de l'època en què va ser dissenyada tant en l'àmbit arquitectònic com en el tecnològic. Podem trobar aquesta forma per exemple a les pantalles dels televisors o a les finestres dels trens.
Tot i que originàriament només constava dels caràcters majúsculs, les versions més recents també inclouen les minúscules. En aquestes, les ascendents són més llargues que les descendents. Els traços corbs sobrepassen lleugerament l'altura de la x, tant per la part superior com per la inferior.

Esquema de les mesures de la tipografia Microgramma

Una de les principals diferències entre Microgramma i Eurostile la podem trobar als vèrtexs superiors i inferiors, els de Microgramma acaben amb un petit traç horitzontal, mentre que a l'Eurostile les astes s'uneixen directament.

Comparació entre les tipografies Microgramma (negre) i Eurostile (roig)

## Microgramma OnlyShadow
Microgramma OnlyShadow és una variant de Microgramma Bold que conté només les ombres de Microgramma Extended Bold, dissenyada per la foneria URW i Aldo Novarese el 1994. Encara que Alessandro Butti va morir el 1959, URW el va acreditar com a dissenyador de la nova font.
El símbol de l'Euro en la font té un pes diferent, un estil d'una altra família tipogràfica i no està ombrejat.

## Usos
A causa dels seus traçats i els seus angles rectes, Microgramma ha tingut un ús extensiu en l'àmbit de la ciència-ficció i la fantasia, i en general en tota aquella ficció que tracte sobre tecnologia avançada i exploració espacial.
Per la seua similitud amb Eurostile extended en molts casos és difícil diferenciar quina d'aquestes dos tipografies s'ha utilitzat.

### Audiovisual
- Microgramma Bold Extended es va utilitzar extensivament a l'univers Star Trek, com per exemple al llibre de Franz Joseph The Star Trek Technical Manual.[1] També la podem trobar alterada i en la seua forma original en nombroses pantalles i exteriors d'algunes de les pel·lícules de la saga.
- 2001: una odissea de l'espai de Stanley Kubrick i a la seua seqüela  2010: The Year We Make Contact.
- Els increïbles de Disney/Pixar.
- L'adaptació fílmica de 1971 de The Andromeda Strain.
- Les sèries de televisió de Gerry Anderson: Captain Scarlet and the Mysterons, Joe 90, Space: 1999 i UFO.
- El logotip de la sèrie de televisió Battlestar Galactica (2003)

### Marques comercials
La podem trobar en els logotips de diverses empreses:
- Nokia, amb la K modificada
- Casio.
- Halliburton.
- Toshiba, tant l'actual com l'anterior utilitzen una variació de Microgramma

### Altres
- La major part del text de la interfície dels videojocs StarCraft i StarCraft II: Wings of Liberty.
- Doom 3.
- Els discos The Bends i OK Computer de Radiohead.
- El logotip del grup de rock Hurt.